# CouchSurfing
CouchSurfing est une entreprise commerciale, sise à San Francisco, dont l'objet est d'assurer un service d'hébergement temporaire et partiellement gratuit, de personne à personne, par le biais de son site internet ou de son application. Ceux-ci mettent en rapport les personnes proposant un lit ou un canapé pour dormir (tout en étant elles-mêmes présentes dans leur logement) et les personnes cherchant un hébergement. Initialement établie en 2004 sous forme d’association à but non lucratif, Couchsurfing est depuis 2011 une société par actions.

## Signification du terme
Le terme de « CouchSurfing » est un terme anglais que l'on pourrait traduire par le fait de « passer d'un canapé  à l'autre ». On peut y voir également une allusion au surf sur internet pour trouver un canapé où dormir.[réf. nécessaire]

## Histoire

### Origines
En 1999, lors d'un voyage en Islande, le programmeur américain Casey Fenton contacte par liste de diffusion des étudiants de l'université de Reykjavik pour demander à être gracieusement hébergé, avec l'espoir de pouvoir rencontrer des habitants de la région. Le nombre impressionnant de réponses positives le convainc qu'il existe une communauté de personnes pensant autrement le voyage, plus centrée sur l'humain. Au retour de son voyage lui vient l'idée de créer un site web pour mettre en relation les membres de cette communauté. Il enregistre le nom de domaine couchsurfing.org le 13 juin 1999.
Ce n'est que quelques années plus tard, le 2 avril 2003 qu'est fondé l'organisme sans but lucratif Couchsurfing International Inc. dans le New Hampshire.
Le site web est mis en ligne en 2004, avec la collaboration de Daniel Hoffer, Sebastian Le Tuan et Leonardo Bassani da Silveira.

### Crash et renouveau
Le 28 juin 2006, une faille dans le système de sauvegarde provoque la perte de données lors d'une panne de disque dur : le site n'est plus accessible et son créateur, Casey Fenton, envoie un communiqué qui en annonce la fin. Cependant, de nombreux membres très investis dans le site décident de le reprendre en main en y apportant les soutiens techniques, financiers et moraux nécessaires. Le collectif CouchSurfing prévu de longue date et rassemblé à Montréal travaille pendant plusieurs jours dans l'urgence pour remettre en place tout le système. Grâce à leur travail « CouchSurfing v2.0 » est annoncé le 3 juillet 2006, et fonctionne à nouveau quatre jours plus tard. Lors de cet accident, une partie des données ont été perdues (essentiellement des profils vides) mais la majeure partie des informations a pu être récupérée.

### Changement de statut
Jusqu'en août 2011, CouchSurfing est une organisation à but non lucratif, reposant entièrement sur les dons de ses membres. En 2008, les recettes s'élevaient à près de 800 000 dollars.
En 2011, le fondateur envisage la possibilité d'adopter le statut d'une société commerciale selon le droit américain. Couchsurfing International Inc. est fondée le 3 mai 2011 dans le Delaware. Le 25 août 2011, un communiqué de Casey Fenton annonce le changement de statut : CouchSurfing devient une société par actions. L'organisation du New Hampshire Couchsurfing International Inc. est dissoute le 4 novembre 2011.
L'honnêteté de cette démarche est remise en cause au sein même de l'organisation : un groupe dans CouchSurfing « We are against CS becoming a for-profit corporation » (nous sommes contre la conversion de CS en société à but lucratif) compte en février 2012 plus de 3200 membres. Étant donné que le changement de statut a été accompagné d'une vente d'actions en la faveur des deux cofondateurs, ceux-ci sont accusés d'enrichissement personnel, en plus d'un manque de transparence à la communauté CouchSurfing.
Certains comparent désormais la politique de confidentialité de CouchSurfing à celle, controversée, de Facebook. Les inquiétudes de rapprochement entre les deux sites web se sont cristallisées quand Matt Cohler, un investisseur connu pour avoir été un des cinq premiers employés de Facebook, a investi à travers la société Benchmark Capital plusieurs millions de dollars dans CouchSurfing, et siège désormais dans son conseil d'administration.
Le 14 mai 2020, l’entreprise annonce qu’en raison d’importantes difficultés financières liées à la Pandémie de Covid-19, l’accès à ses services n’est désormais possible qu’en contrepartie du paiement d’un abonnement pour les membres des pays bancarisés et développés. Cette annonce a suscité l’indignation des membres de la communauté, ceux-ci dénonçant un modèle contraire aux valeurs fondamentales du site. Les publicités seront supprimées.

## Principes
La participation au projet CouchSurfing est libre et gratuite dans la limite de dix demandes d’hospitalité aux autres membres par semaine[réf. nécessaire]. Avant qu'elle ne devienne une société lucrative, le nombre de requêtes d'hébergement était illimité.
Le site propose une « vérification » de compte ad vitam pour un paiement de 54 € (en 2018). Cette vérification ôte la limite de dix demandes par semaine[réf. nécessaire].
L'intérêt de ce service va au-delà du simple hébergement : c'est une possibilité de rencontres culturelles cosmopolites, à moindre coût, et sécurisées grâce à différents systèmes de recommandations.

## Direction

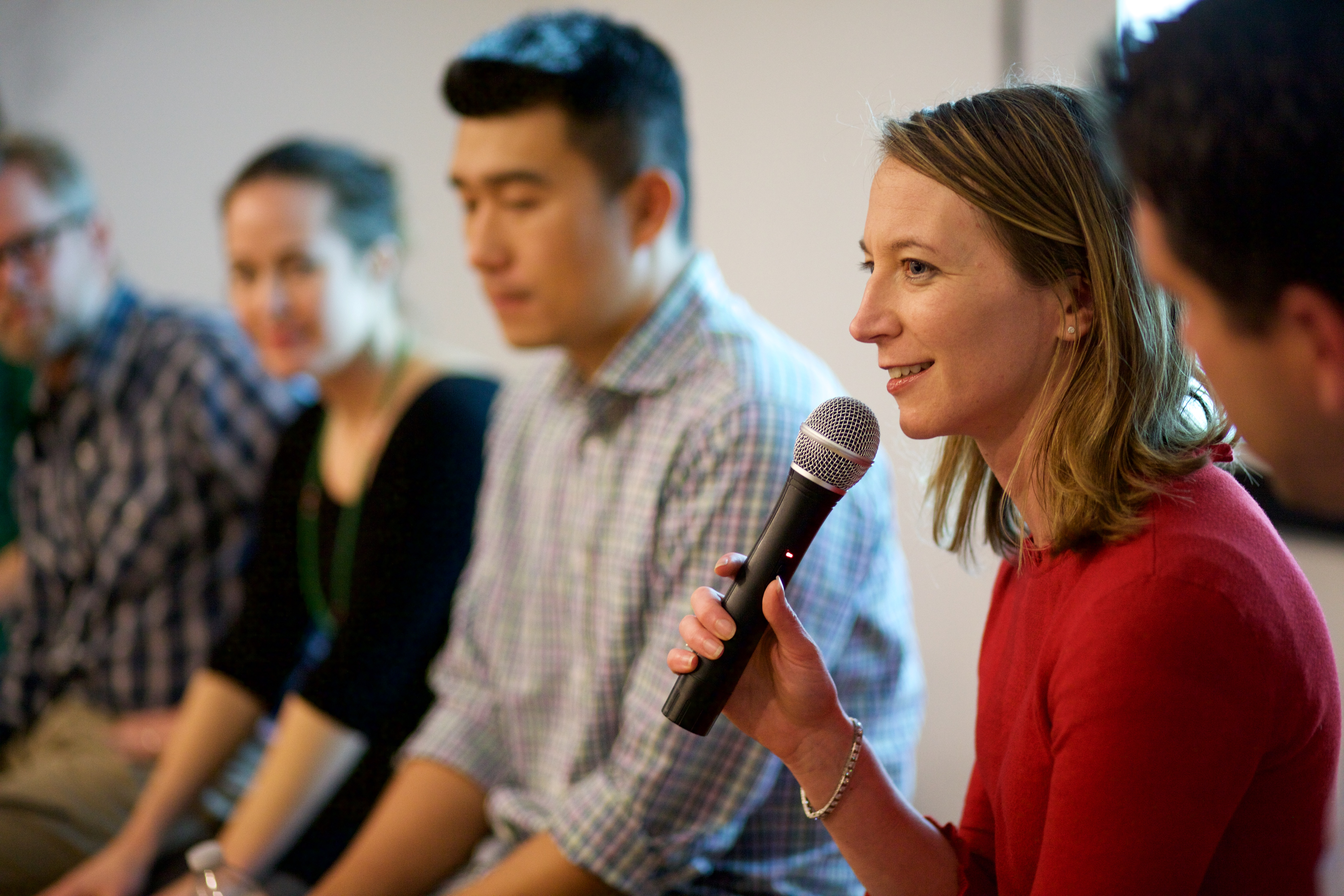
Jennifer Billock, CEO de CouchSurfing.

À partir de 2011, le cofondateur Dan Hoffer est directeur général jusqu'en 2012. De 2012 à 2013, la direction générale est assurée par Tony Espinoza, puis par Jennifer Billock de 2013 à 2015.
Depuis le 5 août 2016 Patrick Dugan est directeur général, directeur financier et secrétaire de Couchsurfing International, Inc.

## Utilisation
L'hébergement est la base de CouchSurfing, que ce soit pour recevoir (Hôte) ou être reçu (Couchsurfer). Cet hébergement repose toujours sur la gratuité du logement. Ce sont les règles universelles de courtoisie qui prévalent : l'hôte accueille souvent son invité qui arrive par un repas, selon ses moyens ; le visiteur peut offrir de petits présents. La durée d'hébergement est le plus souvent de seulement quelques jours, mais les séjours peuvent être plus longs.
Le site comporte de nombreux « groupes » locaux, organisés en forum consacrés à un pays, une région ou une ville.
Il existe aussi des groupes thématiques, consacrés à une activité ou une passion (moto, photographie, jeux), plus ou moins localisés.
Enfin, des « événements » sont organisés ; ils peuvent aller de la simple proposition à se retrouver localement pour une sortie ou une activité, à d'importantes rencontres régionales, nationales ou internationales.

### Interface

Le premier logo de CouchSurfing, aujourd’hui abandonné.

Le deuxième logo de CouchSurfing, abandonné depuis le changement de statut

Le site peut être parcouru en différentes langues, mais toutes les pages ne sont pas traduites en langue vernaculaire. Il est possible de pratiquer le site dans sa langue pour s'adresser aux autres membres parlant sa langue.
En août 2006, CouchSurfing se dote de son propre wiki.
Les utilisateurs du service ont à leur disposition une interface qui permet d'exposer largement sur leur profil personnel leurs goûts, préférences, orientations, intérêts… Il est aussi possible d'illustrer son profil par des photos personnelles. Chacun peut émettre des références (positives/neutres/négatives) au sujet de ses hôtes, invités ou connaissances. Les conditions du séjour (hébergement, rencontres, activités) sont déterminées d'un commun accord entre les utilisateurs préalablement à leur séjour.

### Hébergement
Sur son profil personnel, chaque membre indique s’il est disponible actuellement pour héberger ou rencontrer des voyageurs de passage, et dans quelles conditions : nombre de personnes maximum, pour combien de nuitées maximum, etc.
L’hébergeur (hôte) est contacté par le visiteur (couchsurfer) au moyen d’une interface spécifique où ce dernier mentionne sa date d’arrivée, de départ, le nombre de personnes requérant l’hospitalité, et rédige une demande personnalisée.

### Sécurité
Selon les conditions générales d'utilisation, Couchsurfing ne prévoit aucune vérification de l'identité des personnes, aucune mise en cause du site en cas de conflit entre membres mais simplement une vérification d'adresse, de numéro de téléphone et de carte d'identité à un temps donné. La seule sécurité serait donc les avis laissés par les membres à d'autres membres, cette sécurité pouvant être aisément contournée par la création de faux profils ou de faux avis.
Les conditions générales d'utilisation proposent aussi de « prendre ses précautions, surtout à la première rencontre », mais le site ne garantit en rien la sécurité des personnes utilisant son service. Voir aussi le paragraphe Affaires criminelles.

### Conditions d’utilisation
À partir de septembre 2012, les conditions d'utilisation du site changent et autorisent l'entreprise à vendre toutes les informations, telles que le nom et l'identité des membres inscrits, même si elles sont effacées du site.

## Nombre d'adhérents

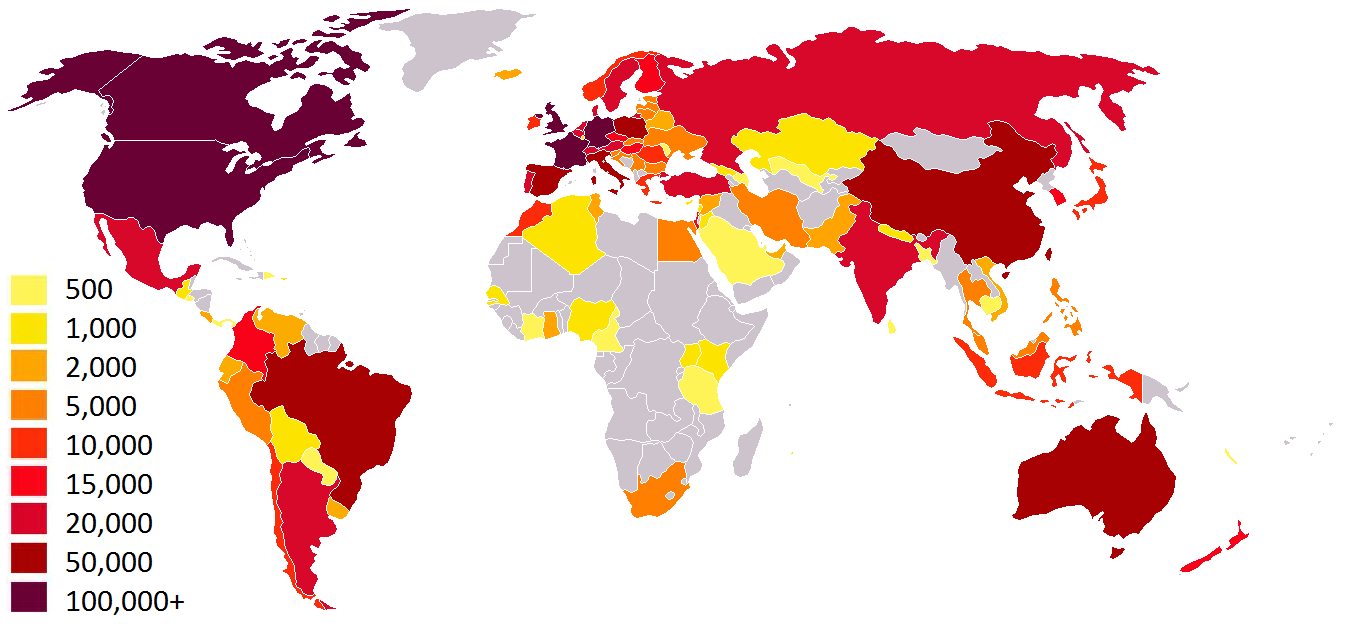
Carte de couchsurfeurs par pays en janvier 2011

Avec plus de 4,8 millions de membres déclarés en octobre 2012,, CouchSurfing est le service d'hébergement en ligne regroupant le plus d'adhérents. Les participants ont accès à des hébergeurs bénévoles dans de très nombreux pays, ainsi qu'à de l’aide pendant les voyages.
Ce chiffre annoncé doit cependant être nuancé dans la mesure où il n'est pas vérifiable. Il est aussi tout à fait possible de s'inscrire à CouchSurfing et de ne participer que partiellement ou pas du tout. Le site héberge un nombre important de profils vides ou inactifs.

## Affaires criminelles
La société CouchSurfing ne s'est pas exprimée sur les diverses affaires criminelles ayant impliqué des membres, et dont les victimes sont majoritairement des femmes. Liste non exhaustive.
- En 2009 à Leeds

Le 5 mars 2009, Abdelali Nachet, un CSeur a menacé de mort puis violé une jeune femme originaire de Hong Kong qu'il hébergeait,. Il a été condamné à 10 ans de prison.
- En 2012 à Marseille

Un CSeur, ingénieur de trente ans, a été mis en examen pour atteintes sexuelles, administration de substance nuisible et atteinte à la vie privée. Il espionnait les personnes hébergées dans leur douche, mettait de l'acide chlorhydrique dans le savon, les droguait aux anxiolytiques avant de les agresser sexuellement pendant leur sommeil. Le 2 septembre 2015, il est condamné à deux ans de prison dont six mois ferme.
- En 2013 à Lisbonne

Un CSeur a été arrêté le 26 mars 2013 pour le viol d'une jeune femme qu'il hébergeait.
- En 2013 à Chicago

Un membre ambassadeur de CouchSurfing, très populaire et estimé, a été exclu du site après qu'un grand nombre de femmes se sont plaintes de comportements inappropriés à leur encontre et de harcèlement. Ce cas montre toutes les limites du système de sécurité, puisque l'homme avait été cautionné par un grand nombre de CSeurs.
- En 2013-2014 à Padoue

Le 29 mars 2014, un officier de police a été arrêté à Padoue, et condamné à 10 ans de prison pour viols. Ses victimes étaient des jeunes femmes qu'il hébergeait grâce à CouchSurfing. Le premier cas, suivi par Scotland Yard, a été rapporté par une étudiante américaine faisant ses études à Oxford.